# 俄羅斯的謝妮亞·格奧爾基耶芙娜公主
謝妮亞·格奧爾基耶芙娜（俄语：Ксения Георгиевна，1903年8月22日—1965年9月17日）是俄羅斯的格奧爾基·米哈伊洛維奇大公與希臘的瑪麗亞公主的次女，1903年出生於聖彼得堡。

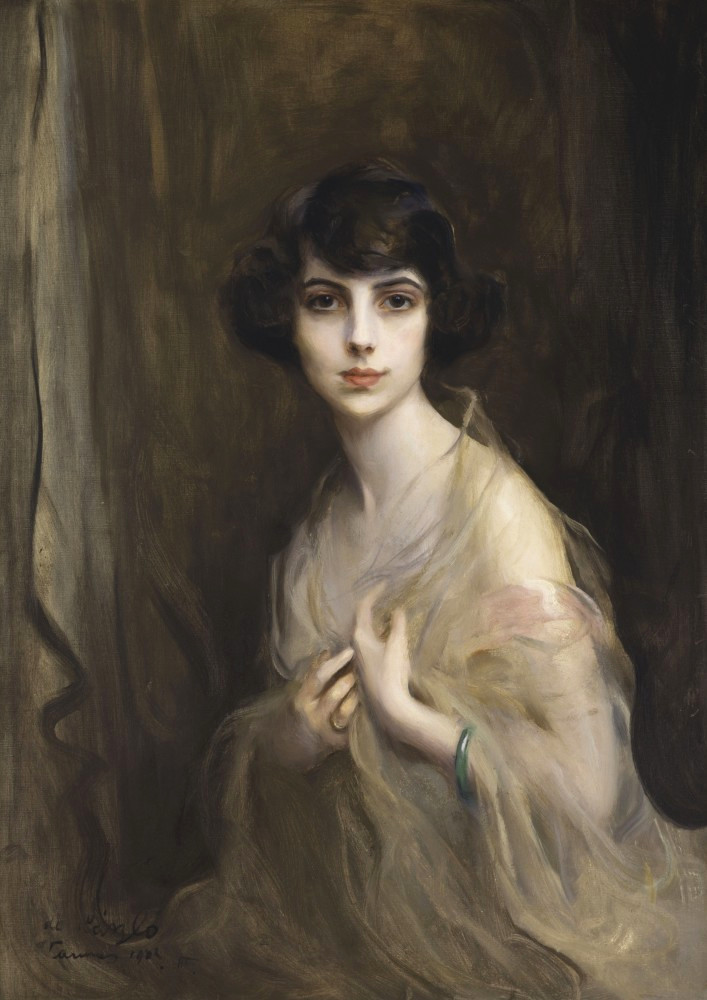
謝妮亞·格奧爾基耶芙娜

十月革命爆發後，謝妮亞和姊姊妮娜跟著母親流亡英國；他們的父親在1919年與許多其他家族成員被布爾什維克黨殺害。1921年謝妮亞在巴黎嫁給美國人小威廉·貝特曼·里茲（William Bateman Leeds Jr.），他是謝妮亞的舅舅希臘的克里斯多福王子的繼子。當安娜·安德森宣稱自己為安娜斯塔西婭女大公的消息傳開後，謝妮亞邀請她來到美國。安娜斯塔西婭是沙皇尼古拉二世最小的女兒，謝妮亞年幼時曾和她一起玩耍。1965年謝妮亞在紐約長島格倫科夫去世。